# إميليو تيري
إميليو تيري (بالفرنسية: Emilio Terry)‏ هو مهندس معماري ورسام فرنسي وكوبي، ولد في 1890 في باريس في فرنسا، وتوفي بنفس المكان في 1969.